# Agariste di Sicione
Agariste di Sicione (in greco antico: Ἀγαρίστη?, Agarìste; VI secolo a.C. – 560 a.C.) è stata una nobile greca antica, madre del famoso Clistene.

## Biografia
Agariste fu la figlia e probabilmente l'erede del tiranno di Sicione Clistene. Il padre voleva darla in sposa al "migliore tra i Greci" e, di conseguenza, organizzò una gara, il cui premio era la mano di sua figlia in sposa. Secondo la sua dichiarazione, tutti i giovani uomini candidati dovavano presentarsi a Sicione entro 60 giorni. Alla fine, andarono 12 concorrenti e Clistene li tenne un anno presso di sé, valutandone i costumi e l’educazione. 
Clistene tenne quindi un banchetto in onore dei suoi ospiti.
Egli preferiva l'ex arconte Ippocleide, ma, durante la cena, il pretendente si mise in imbarazzo. Secondo quanto scrive Erodoto, Ippocleide si ubriacò e cominciò a recitare come un folle; ad un certo punto, si mise in piedi sulla testa e calciò le gambe in aria, tenendo il tempo della musica di un flauto. Quando Ippocleide fu informato che aveva "danzato via la sua sposa", la sua risposta fu οὐ φροντίς Ἱπποκλείδῃ, ("Ad Ippocleide non importa"). La descrizione di Erodoto inserisce un licenzioso gioco di parole: la frase "danzato via la sposa" potrebbe anche essere letta come "mostrato i tuoi testicoli", relativa al fatto che Ippocleide, in piedi sulla testa mentre indossava una tunica, avrebbe mostrato i genitali al pubblico.
Dopo questi eventi sfortunati Megacle, della famiglia degli Alcmeonidi, fu scelto per sposare Agariste.
Perché poi gli altri pretendenti non partissero scontenti, Clistene donò loro un talento di argento ciascuno.
Agariste diede alla luce due figli: Ippocrate e Clistene, il riformatore della democrazia ateniese.
Ippocrate fu il padre di un altro Megacle (ostracizzato nel 486 a.C.) e di una figlia, Agariste, che fu la madre di Pericle e di Arifrone (egli stesso padre di Ippocrate di Atene), che morì nel 424 a.C.). Clistene, il figlio giovane, fu, secondo quanto si dice, padre di Dinomaca, madre di Alcibiade (morto nel 404 a.C.). Secondo un'altra ricostruzione, Agariste fu una comune antenata di Pericle e Alcibiade. Secondo W.K. Lacey, Agariste fu una epikleros, o unica erede, che doveva avere figli per perpetuare la famiglia del padre.